# Clossiana obscuripennis
Clossiana obscuripennis är en fjärilsart som beskrevs av Gunder 1926. Clossiana obscuripennis ingår i släktet Clossiana och familjen praktfjärilar. Inga underarter finns listade i Catalogue of Life.